# Quintin Mikell
Quintin Perry Mikell (* 16. September 1980 in New Orleans) ist ein US-amerikanischer Footballspieler auf der Position des Safety. Quintin Mikell spielte für die Boise State University in Boise, Idaho. Seit 2003 spielte er bei den Philadelphia Eagles in der National Football League, wo er die Nummer 27 trug. Im Februar 2007 wurde sein Vertrag um weitere 4 Jahre verlängert.
In seinen bisher sechs Jahren bei den Philadelphia Eagles stellte Mikell verschiedene Rekorde auf. Mit 124 Tackles in „Special Teams“ seit 2003 hält er den Teamrekord. 2005 und 2006 wurde er außerdem der Special Team MVP der Eagles.
Außerdem ist er ein Mitglied des Sports Illustrated’s Paul Zimmerman’s All-Pro Team 2006, dies als Mitglied des Special Teams.
Die Saisonen 2011 und 2012 spielte er für die St. Louis Rams, 2013 lief er für die Carolina Panthers auf.